# Ritterberg (Kowanz)
Ritterberg war ein Wohnplatz im Gebiet der preußischen Provinz Pommern.
Der Wohnplatz ging aus einem Krug hervor, der seit jedenfalls dem 18. Jahrhundert an der Poststraße von Stettin nach Danzig lag, und „Ritterkrug“ genannt wurde. Er lag zwischen der Stadt Körlin im Osten und dem Dorf Kowanz im Westen und gehörte zum Amt Körlin.
Das Amt Körlin wurde im Jahre 1810 in Privatbesitz verkauft. Nach 1840 verkaufte der damalige Besitzer des Amtes den Ritterkrug an seinen Bruder. Dieser schloss die Krugwirtschaft und betrieb Landwirtschaft und Kiesabbau. Später wechselten die Besitzer mehrmals.
Ab 1861 wurde der Wohnplatz Ritterkrug zur Gemeinde Kowanz gerechnet. In Heinrich Berghaus’ Landbuch (1867) wurden der zu Kowanz gehörende „Ritterkrug“ und die zu Körlin-Amtsgut gehörenden Familienhäuser „Ritterberg“ unterschieden. Später wurde der zu Kowanz gehörende ehemalige Ritterkrug als „Ritterberg“ bezeichnet. Als 1928 der Gutsbezirk Körlin in die Stadt Körlin eingemeindet wurde, beanspruchte die Stadt Körlin den zur Gemeinde Kowanz gerechneten Wohnplatz Ritterberg als Teil ihres Stadtgebietes. Es kam zu einem Rechtsstreit, der bis 1945 nicht beendet wurde.
Bis 1945 wurde Ritterberg als Wohnplatz der Gemeinde Kowanz geführt und gehörte mit dieser zum Kreis Kolberg-Körlin in der preußischen Provinz Pommern.
1945 kam der Wohnplatz, wie ganz Hinterpommern, an Polen. Heute liegt die Stelle im Gebiet der polnischen Gmina Karlino (Stadt- und Landgemeinde Körlin).